# ولاية اليمن
ولاية اليمن وهي إحدى ولايات الدولة العثمانية والتي تغطي اليوم أجزاء من اليمن والسعودية وكانت ولاية اليمن العثمانية في القرن العشرين تشغل مساحة 200,000 كم مربع (77200 ميل مربع). ويقدر عدد سكانها حسب التعداد العثماني لعام 1885 بـ 2,500,000.

## التاريخ

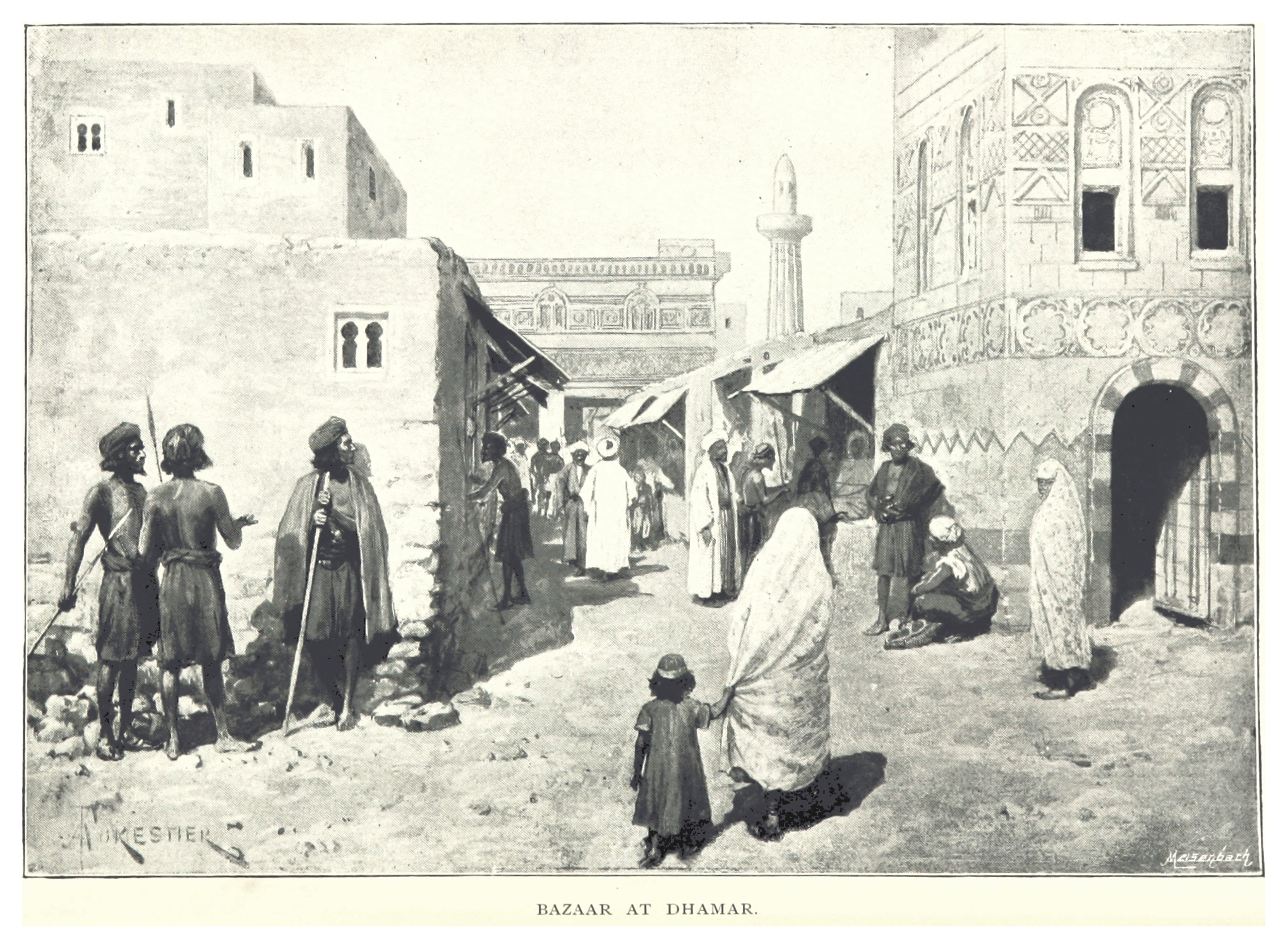
سوق ذمار، والتر بيرتون هاريس 1893.

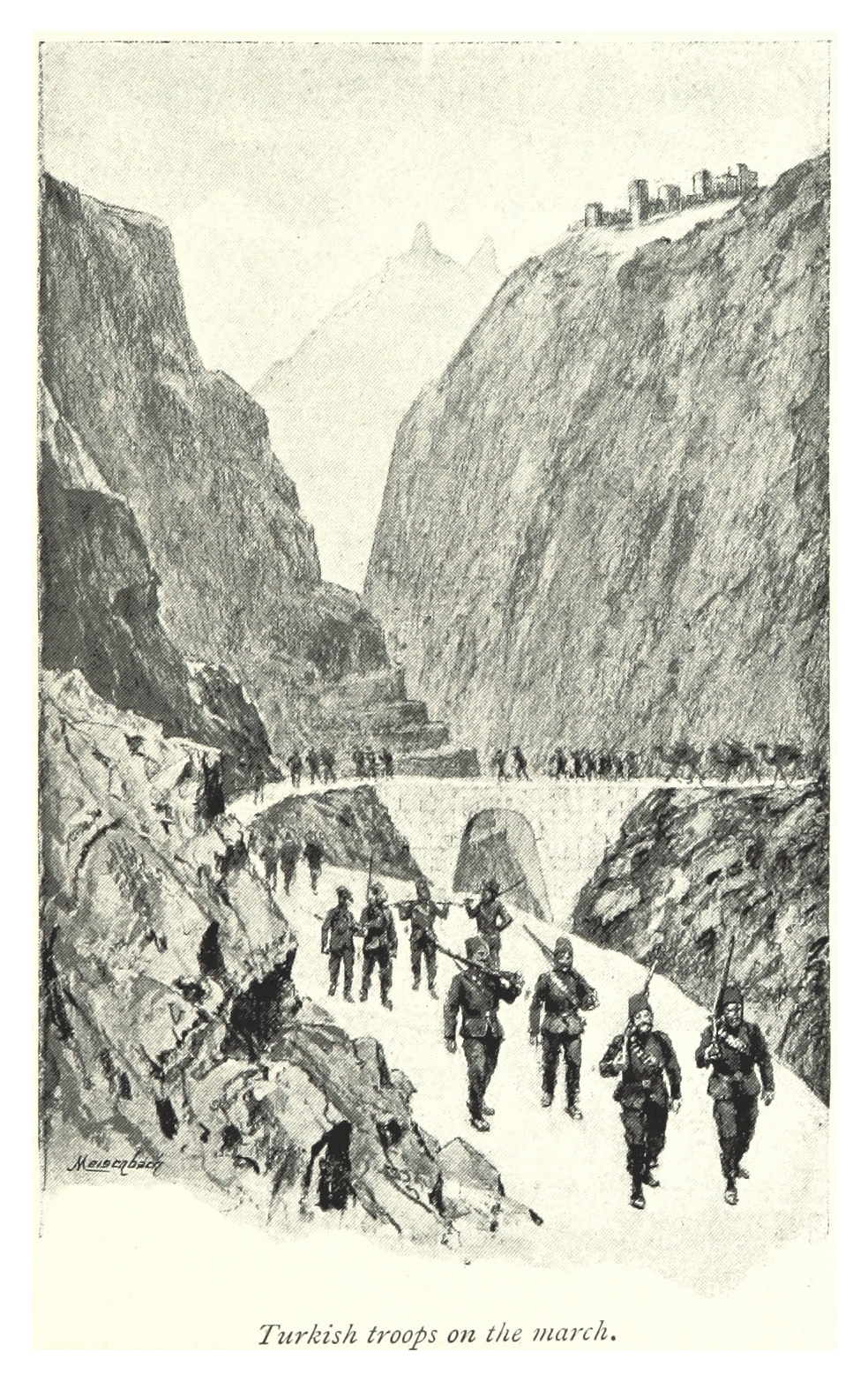
القوات العثمانية في مسيرة في اليمن، والتر بيرتون هاريس 1893.

منذ الغزو العثماني لليمن في 1517، وإعادة الغزو عام 1872 كانت البلاد تعرف باسم إيالة اليمن. تأسست الولاية عام 1872 بعد الإصلاحات التي عرفت بالتنظيمات العثمانية. في ثلاثينيات القرن التاسع عشر، وبسقوط الدولة القاسمية بسبب الانقسامات الداخلية واعتماد الأسلحة الحديثة بعد حرب القرم، انتقل العثمانيون إلى شمال اليمن، واستولوا في نهاية المطاف على صنعاء وجعلوها عاصمة ولاية اليمن في عام 1872. وحتى في ذلك الوقت، كانت السيطرة العثمانية محصورة إلى حد كبير في المدن، وتم الاعتراف الرسمي بحكم الإمامة الزيدية على اليمن العليا. ابتداءًا من عام 1872، وبعد أن كانت منطقة صنعاء تحت السيطرة العثمانية، شرع أحمد مختار باشا بإعادة الهيكلة الإدارية لولاية اليمن، وقسمها إلى أربع سناجق، حيث كانت مدينة صنعاء هي عاصمة الولاية. وأصبحت عسير سنجق تابع اليمن عام 1872.

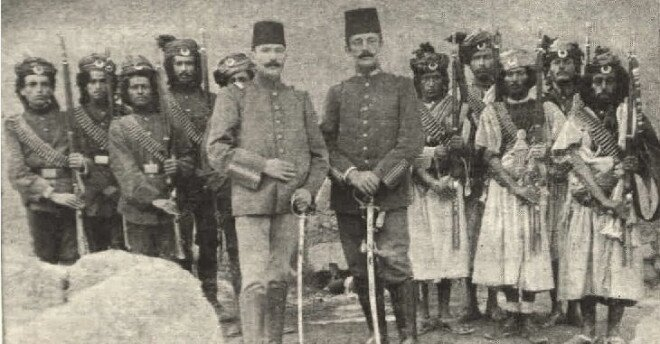
ضباط أتراك مع جنود يمنيين قبل الحرب العالمية الأولى

في أواخر القرن التاسع عشر، تمرد الزيديون ضد الأتراك، ووضع الإمام محمد بن يحيى الأساس لسلالته الوراثية. عندما توفي في عام 1904، قاد خليفته الإمام يحيى بن محمد حميد الدين التمرد ضد الأتراك في 1904-1905، وأجبرهم على منح تنازلات مهمة للزيديين. وافق العثمانيون على سحب القانون المدني واستعادة الشريعة في اليمن.
في عام 1906، تمردت الإمارة الإدريسية في عسير ضد العثمانيين. وبحلول عام 1910 سيطروا على معظم عسير، لكنهم هُزموا في النهاية من قبل القوات العثمانية والحجازية.
أبرم أحمد عزت باشا معاهدة مع الإمام يحيى في أكتوبر 1911، والتي تم من خلالها الاعتراف به كإمام مؤقت للزيديين، ومنحت له الحق في تعيين المسؤولين، وجمع الضرائب منهم. وحافظ العثمانيون على نظام حكمهم في الأجزاء ذات الأغلبية السنية في اليمن.
في مارس 1914، حددت المعاهدة الأنجلو-تركية الحدود بين اليمن ومحمية عدن. عندما اندلعت الحرب العالمية الأولى، بقي الإمام يحيى مخلصًا للسلطان، لكنه حاول التفاوض مع بريطانيا في نفس الوقت. من ناحية أخرى، انضمت عسير إلى بريطانيا بمجرد اندلاع الحرب. قامت الثورة العربية في الحجاز بفصل اليمن عن بقية الدولة العثمانية، وانتهز الإمام الفرصة لتثبيت سلطته على كامل اليمن.
انسحبت القوات التركية من اليمن في عام 1918، وعزز الإمام يحيى سيطرته على شمال اليمن بإنشاء المملكة المتوكلية اليمنية.

## التقسيم الإداري
كانت الدولة العثمانية تُقسم مناطق نفوذها إداريًا إلى إيالات، أُنشئت إيالة اليمن في عام 1539 واستمرت حتى عام 1634، ومركزها الإداري المخا غربي تعز.
وفي عام 1839 عدل العثمانيين الهيكلة الإدارية لمناطق نفوذهم بما عرف بالتنظيمات العثمانية، نتج عن ذلك تغيير مسمى إيالة اليمن إلى ولاية اليمن في عام 1872، وأمر والي اليمن أحمد مختار باشا بتبديل المركز الإداري من المخا إلى صنعاء، وضم عسير وتخومها إلى ولاية اليمن في عام 1872 لتصبح المنطقة الرابعة إضافة إلى ثلاثة سناجق أو ألوية، وهي:
1. لواء صنعاء ومخاليفه:
  - ومركزه مدينة صنعاء، ويشمل إلى جانب قضاء صنعاء أقضية:
    - قضاء آنس (ناحية أرحب)
    - قضاء يريم
    - قضاء حراز (النواحي: بني الحارث - بني حشيش)
    - قضاء حجة
    - قضاء حدة (النواحي: بلاد سنحان)
    - قضاء رداع (النواحي: بلاد الهدا)
    - قضاء ذمار (النواحي: بلاد همدان - بلاد الروس)
    - قضاء سودة (النواحي: بني بهلول - سوده)
    - قضاء عمران (النواحي: بلاد السان)
    - قضاء كوكبان (النواحي: جبين - جبل شرقيه - حولات - جهران - حمر - شبام - محويت - شقادره - سوادي - منوح - عفار - سوده - جبل الشهادة - بن المعوام - عصيمات - عتمه - عر - مقحق - مسور - معرب الإنش - ارحب)
2. لواء تعز ومخاليفه:
  - ومركزه مدينة تعز وكان يضم خمسة أقضية إلى جانب قضاء تعز:
    - قضاء إب (النواحي: تربة الفحم)
    - قضاء قعطبة (النواحي: حواشب)
    - قضاء الحجرية (النواحي: جيش)
    - قضاء العدين (النواحي: خشامع عمارة)
    - قضاء محائل (النواحي: عبوس- يشران - عبتاب - مخاده - قارة - نادرة - مقبنه)
    - قضاء المخا
3. لواء الحديدة ومخاليفه:
  - ومركزه مدينة الحديدة ويشمل ثمانية أقضية:
    - قضاء أبو عريش (النواحي: جيزان - فرسان)
    - قضاء بيت الفقيه (النواحي: جبل برع)
    - قضاء جبل ريمة (النواحي: جعفرية)
    - قضاء حجور (النواحي: حيس)
    - قضاء باجل (النواحي: حفاش)
    - قضاء الزيدية (النواحي: كسمة)
    - قضاء زبيد (النواحي: بني قيش)
    - قضاء اللحية (النواحي: خبس - زهرة - سلفية - عاهم - عيس - قاذة - ملحان - وصاب العالي - وصاب السافل - قران اطهسى - خيران - أم الحشاب)
4. لواء عسير ومخاليفه:
  - ومركزه مدينة أبها ويشمل أقضية:
    - قضاء بني شهر (النواحي: النماص - تنومة - العلايا - بيشة - المجاردة - فرشاط - بارق - بقرة - العرضيات - محايل - القنفذة)
    - قضاء غامد (النواحي: زهران - الباحة - المندق - الحجرة - قلوة)
    - قضاء صبيا (النواحي: درب).[12]

حيث أن القضاء الواحد يشمل عادة على ناحيتين أو ثلاث، وتتكون الناحية من عدة عزل، وتختلف من حيث كثرتها من ناحية إلى أخرى. وتتكون العزلة من عدد غير محدود من القرى. وكان يسمى الحاكم العثماني في اليمن والي، ومقر حكمه ولاية، وكان يسمى حاكم اللواء متصرف وحاكم القضاء قائم مقام.

## قائمة الحكام

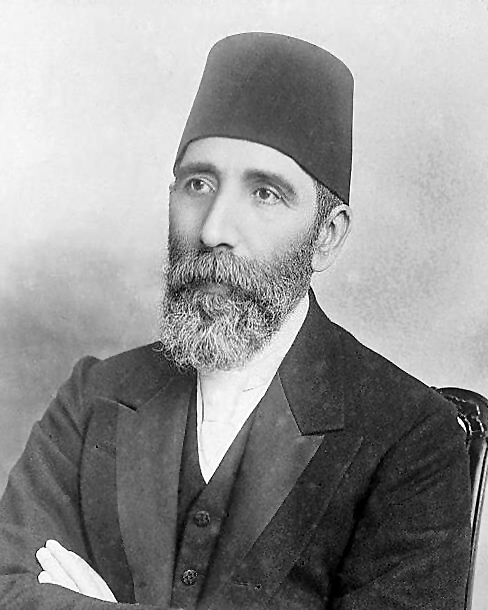
حسين حلمي باشا، حاكم ولاية اليمن

| م  | الحاكم                         | الفترة                    |
| -- | ------------------------------ | ------------------------- |
| 1  | أحمد مختار باشا                | سبتمبر 1871 - مايو 1873   |
| 2  | أحمد أيوب باشا                 | مايو 1873 - أبريل 1875    |
| 3  | مصطفى عاصم باشا                | أبريل 1875 - أبريل 1879   |
| 4  | إسماعيل حقي باشا               | ديسمبر 1879 - ديسمبر 1882 |
| 5  | محمد عزت باشا                  | ديسمبر 1882 - ديسمبر 1884 |
| 6  | أحمد فيضي باشا (المرة الأولى)  | ديسمبر 1884 - ديسمبر 1886 |
| 7  | أحمد عزيز باشا                 | ديسمبر 1886 - ديسمبر 1887 |
| 8  | عثمان نوري باشا (الأعرج)       | ديسمبر 1887 – يونيو 1889  |
| 9  | عثمان نوري باشا                | يونيو 1889 - مايو 1890    |
| 10 | إسماعيل حقي باشا               | مايو 1890 - أبريل 1891    |
| 11 | حسن أديب باشا                  | أبريل 1891 - ديسمبر 1891  |
| 12 | أحمد فيضي باشا (المرة الثانية) | ديسمبر 1891 - مايو 1898   |
| 13 | حسين حلمي باشا                 | مايو 1898 - أكتوبر 1902   |
| 14 | عبد الله رشيد باشا             | أكتوبر 1902 - أغسطس 1904  |
| 15 | محمد توفيق باشا                | أغسطس 1904 - أغسطس 1905   |
| 16 | أحمد فيضي باشا (المرة الثالثة) | أغسطس 1905 - أكتوبر 1908  |
| 17 | حسن تحسين باشا                 | أكتوبر 1908 - يناير 1910  |
| 18 | كامل بك                        | يناير 1910 - أبريل 1910   |
| 19 | محمد علي باشا                  | أبريل 1910 - نوفمبر 1911  |
| 20 | محمود باشا                     | نوفمبر 1911 - ديسمبر 1918 |